# Jarosław Wąsowicz
Jarosław Wąsowicz (ur. 19 czerwca 1973 w Gdańsku) – ksiądz rzymskokatolicki (salezjanin), historyk, członek Rady Muzeum II Wojny światowej w Gdańsku (2022–2024).

## Życiorys
Były członek Federacji Młodzieży Walczącej. Wstąpił do zgromadzenia księży salezjanów, gdzie otrzymał święcenia kapłańskie. W 2011 r. obronił doktorat na Uniwersytecie Mikołaja Kopernika w Toruniu, nagrodzony I miejscem w konkursie Europejskiego Centrum Solidarności na najlepszą pracę naukową. 6 listopada 2023 r. uzyskał habilitację w dziedzinie nauk humanistycznych w dyscyplinie historia - główną częścią postępowania habilitacyjnego była obszerna książka dotycząca salezjańskich wątków życia arcybiskupa poznańskiego Antoniego Baraniaka (1904-1977).
W latach 2003–2011 wicepostulator procesu beatyfikacyjnego męczenników II Wojny Światowej. W 2018 powołany przez ministra kultury i dziedzictwa narodowego Piotra Glińskiego na członka Rady Muzeum II Wojny Światowej w Gdańsku, w której zasiadał do 2024.
Pełni też funkcję Dyrektora Archiwum Salezjańskiej Inspektorii Pilskiej i wykładowcy historii Kościoła w Wyższym Seminarium Duchownym Towarzystwa Salezjańskiego w Lądzie n. Wartą oraz przewodnika grupy żółtej salezjańskiej Międzynarodowej Pieszej Pielgrzymki Suwałki – Ostra Brama.
Jest również wiceprezesem Stowarzyszenia Archiwistów Kościelnych oraz ogólnopolskim kapelanem Towarzystwa Przyjaciół Wilna i Ziemi Wileńskiej i Stowarzyszenia Federacji Młodzieży Walczącej; pomysłodawcą akcji „Serce dla Inki”, upamiętniającej Danutę Siedzikównę, sanitariuszkę 5 Wileńskiej Brygady Armii Krajowej, koordynatorem „Pilskich Dni Pamięci Żołnierzy Wyklętych”, współorganizatorem akcji „Naród ponad granicami”, wspierającej biedne rodziny na Kresach. Od wielu lat współorganizuje wyjazdy wakacyjne do Polski dla dzieci i młodzieży z Wileńszczyzny.
Naukowo zajmuje się badaniem dziejów antykomunistycznej konspiracji po 1945 roku, młodzieżowej opozycji i NSZZ „Solidarność” w PRL-u, historią Kościoła w tym okresie, martyrologią duchowieństwa w czasie II wojny światowej, historią salezjanów w Polsce oraz naukami pomocniczymi historii. Od 2008 roku jest organizatorem Ogólnopolskiej Patriotycznej Pielgrzymki Kibiców na Jasną Górę.
Wszedł w skład komitetu wspierającego kandydaturę Karola Nawrockiego na prezydenta RP w wyborach w 2025.
W początku sierpnia 2025 prezydent elekt Karol Nawrocki powołał Jarosława Wąsowicza na stanowisko kapelana Prezydenta RP.

## Publikacje autora
- Lądzcy męczennicy, Obóz przejściowy dla duchowieństwa w Lądzie n. Wartą. Styczeń 1940 – październik 1941, Ląd 2000;
- Cicho przychodzisz w tym wielkim pośpiechu, Ląd 2001 (red.);
- Biało – zielona Solidarność. O fenomenie politycznym kibiców gdańskiej Lechii 1981–1989”, Gdańsk 2006;
- Solidarność Pilska w Podziemiu (red.), Piła 2006;
- Nadchodzi nasz czas. Federacja Młodzieży Walczącej 1984–1990, Kraków 2009;
- Salezjanie w Aleksandrowie Kujawskim 1919–2009. Studia i materiały źródłowe (red.), Piła 2009;
- Nie można uśmiercić nadziei. Reminiscencje śmierci księdza Jerzego Popiełuszki w Wielkopolsce 1984 -1989. (Studia i materiały poznańskiego IPN, t. 9) [red. wspólnie z Waldemarem Handke];
- Tylko orły szybują nad granią. Historie polskie, Gdańsk 2009.
- Niezależny ruch młodzieżowy w Gdańsku w latach 1981–1989 2012;
- Ksiądz Ignacy Błażewski SDB (1906–1939). Twórca oratorium w Rumi i męczennik za wiarę (2017)[12][13].

## Ordery, odznaczenia i wyróżnienia
- Krzyż Kawalerski Orderu Odrodzenia Polski (2017)[14]
- Krzyż Wolności i Solidarności (2015)[15]
- Złoty Krzyż Zasługi (2016)[16]
- Medal „Pro Bono Poloniae” (2023)[17]
- Złoty Medal Reipublicae Memoriae Meritum (2023)[18]
- odznaka NSZZ „Solidarność” „Ludzie roku 1988” za wspieranie strajków w maju i sierpniu 1988 r. (2008)[19]
- Nagroda Świadek Historii (2010)[20]
- Człowiek Roku 2013 w plebiscycie Tygodnika Pilskiego[21]
- Nagroda im. ks. Bolesława Domańskiego (2016)[22]
- Nagroda im. prof. Stanisława Nagrodzkiego (2019)[23]